# داستین هرسی
داستین هرسی (به انگلیسی: Dustin Hersee) (زادهٔ ۱۴ اوت ۱۹۷۵) شناگر اهل کانادا است.